# Gilles Binchois

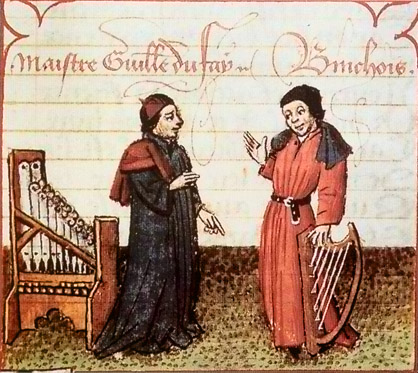
Binchois (vpravo), s Guillaumem Dufaym

Gilles Binchois, též Gilles de Binche nebo Gilles de Bins (kolem 1400 – 20. listopadu 1460), byl burgundský hudební skladatel a spoluzakladatel franko-vlámské školy. Jeho díla, svědčící o velkém melodickém talentu, byla ve své době velice oblíbená, o čemž svědčí i to, že byla mimořádně často zpracovávána jinými hudebními skladateli.

## Hudba a vlivy
Většina z jeho hudby je jednoduchá a nese jasné obrysy, někdy dokonce i velmi prosté. Je těžké si představit větší kontrast mezi jeho skladbami a složitostí ars subtilior předchozího století. Většina z jeho světských písní jsou ronda, která se v 15. století stala nejběžnější formou písně. Binchois jen zřídka skládal v jednoduché strofické formě, místo toho byly jeho melodie téměř nezávislé na schématu veršovaného rýmu. Binchois psal dvorskou hudbu, světské písně o lásce a rytířství, hudbu, o které se předpokládá, že ji burgundští vévodové měli v oblibě.